# Noth-Gottes-Kapelle (Seligenstadt)

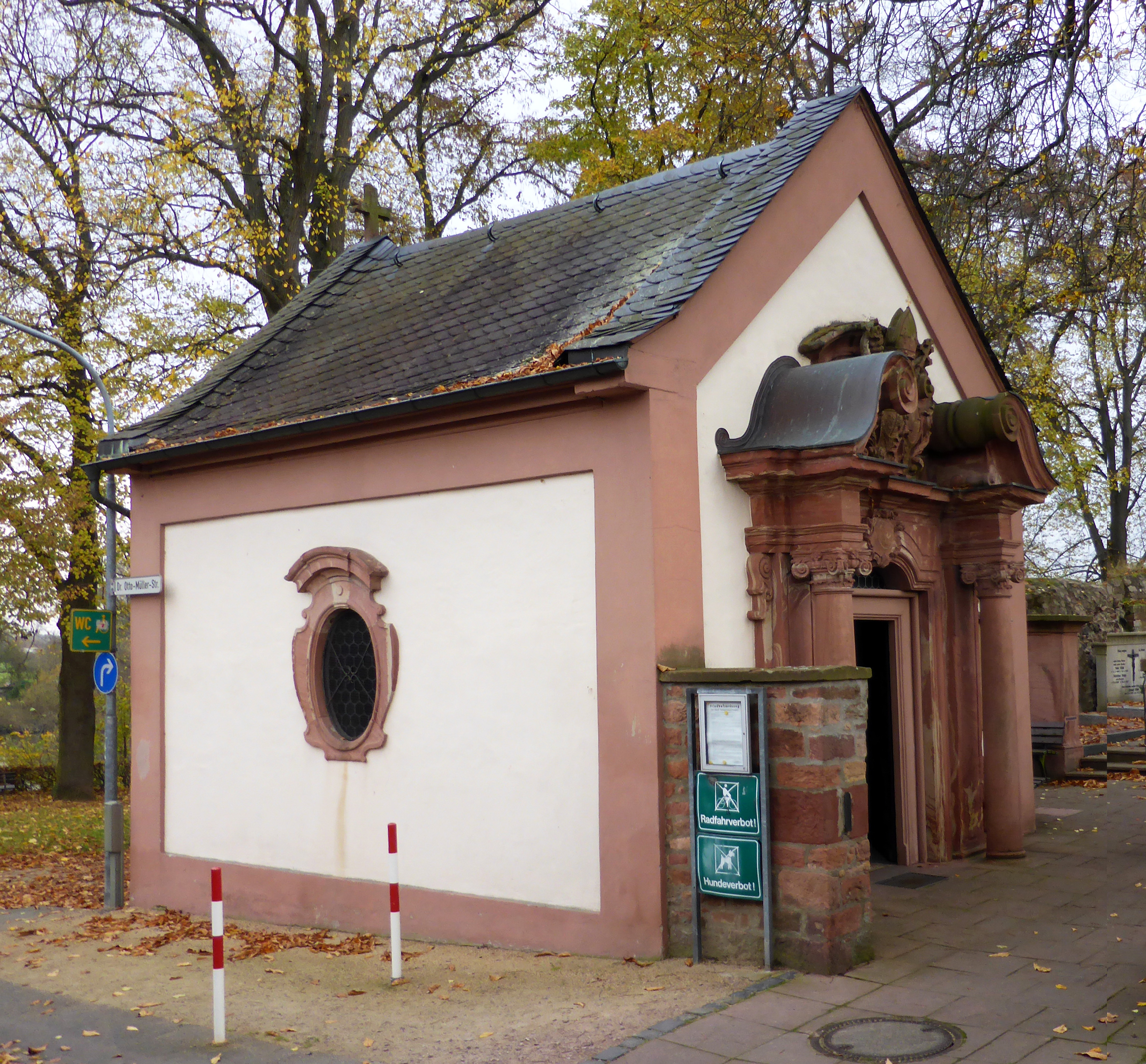
Die Noth-Gottes-Kapelle in Seligenstadt, erbaut 1874 (Südwestansicht)

Die Noth-Gottes-Kapelle ist eine unter Denkmalschutz stehende Friedhofskapelle in Seligenstadt, einer Stadt im südhessischen Landkreis Offenbach. Sie gehört zur römisch-katholischen Pfarrei St. Marcellinus und Petrus in Seligenstadt, die ihrerseits zum Pastoralraum Mainbogen der Region Mainlinie im Bistum Mainz gehört.

## Geschichte

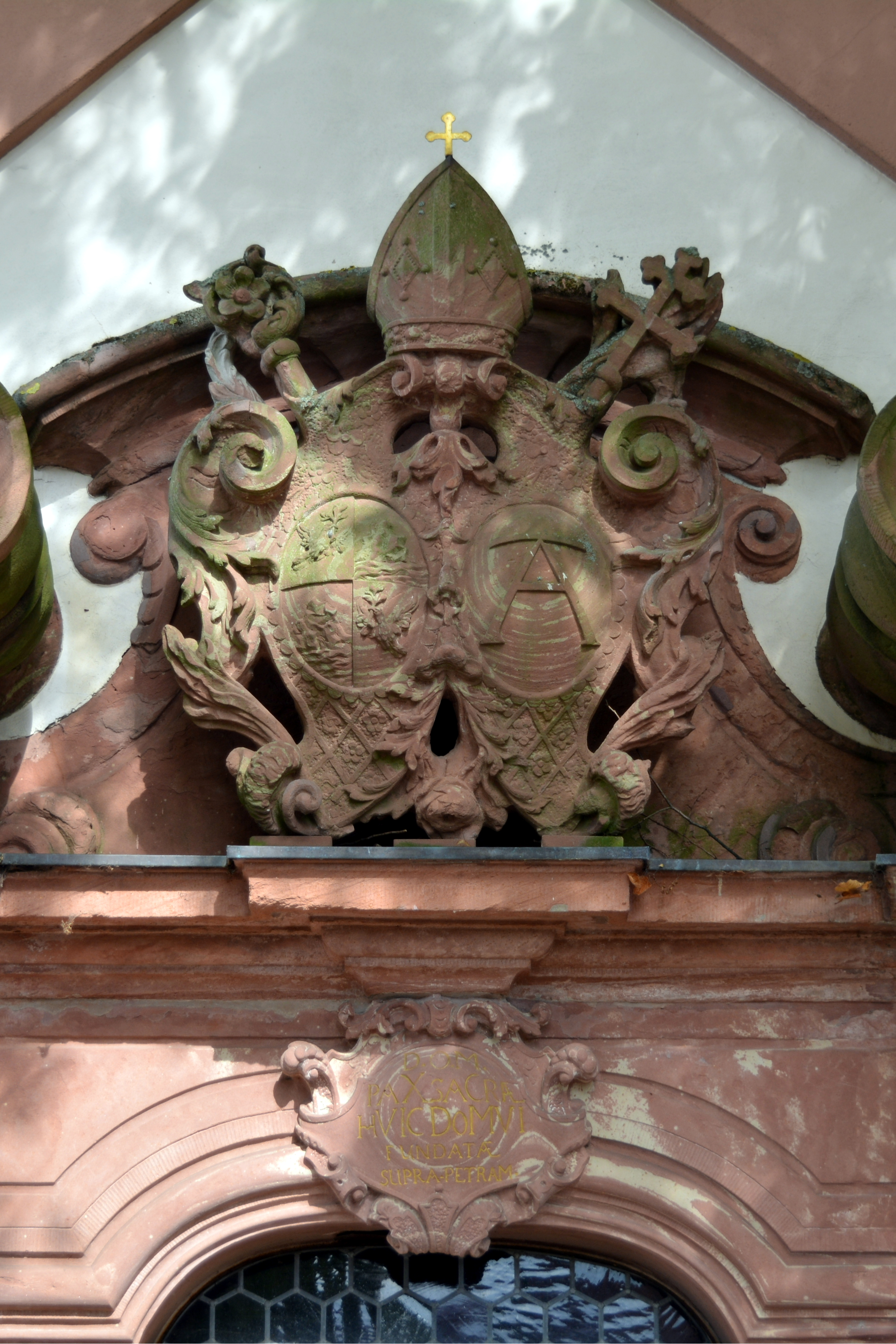
Wappen von Abt Peter IV. über dem Eingang, darunter die lateinische Inschrift D.O.M. PAX SACRAE HVIC DOMVI (Chronogramm 1722) FVNDATAE SVPRA PETRAM – „Friede diesem heiligen Haus, das auf den Felsen gegründet ist“

Die Noth-Gottes-Kapelle wurde 1874 dank Geldspenden der aus Seligenstadt nach Amerika ausgewanderten Familien Johann Brustmann und Johann Schnugg errichtet. Das barocke Portal der Kapelle ist etwa 150 Jahre älter. Es war als Seitenportal Teil der umfangreichen Barockisierung der Seligenstädter Abteikirche, die Abt Peter IV. 1722 durchführen ließ; sein Wappen und eine lateinische Inschrift mit Anspielung auf seinen Namen sind im Giebelfeld zu sehen. Bei der Reromanisierung der Abteikirche 1868 wurde das Portal abgebaut und wenige Jahre später in die neue Kapelle eingefügt.
Im Jahr 1968 wurde die Kapelle mit Spendengeldern von den in die USA ausgewanderten, ehemaligen Seligenstädter Bürgern James Sterkel und Anna Burkard restauriert.

## Baubeschreibung
Die am nordwestlichen Eingang des alten Seligenstädter Friedhofs gelegene Kapelle ist ein schlichter Putzbau, der vor allem durch sein Barockportal und seine barockisierenden Ovalfenster besticht.

## Bildergalerie

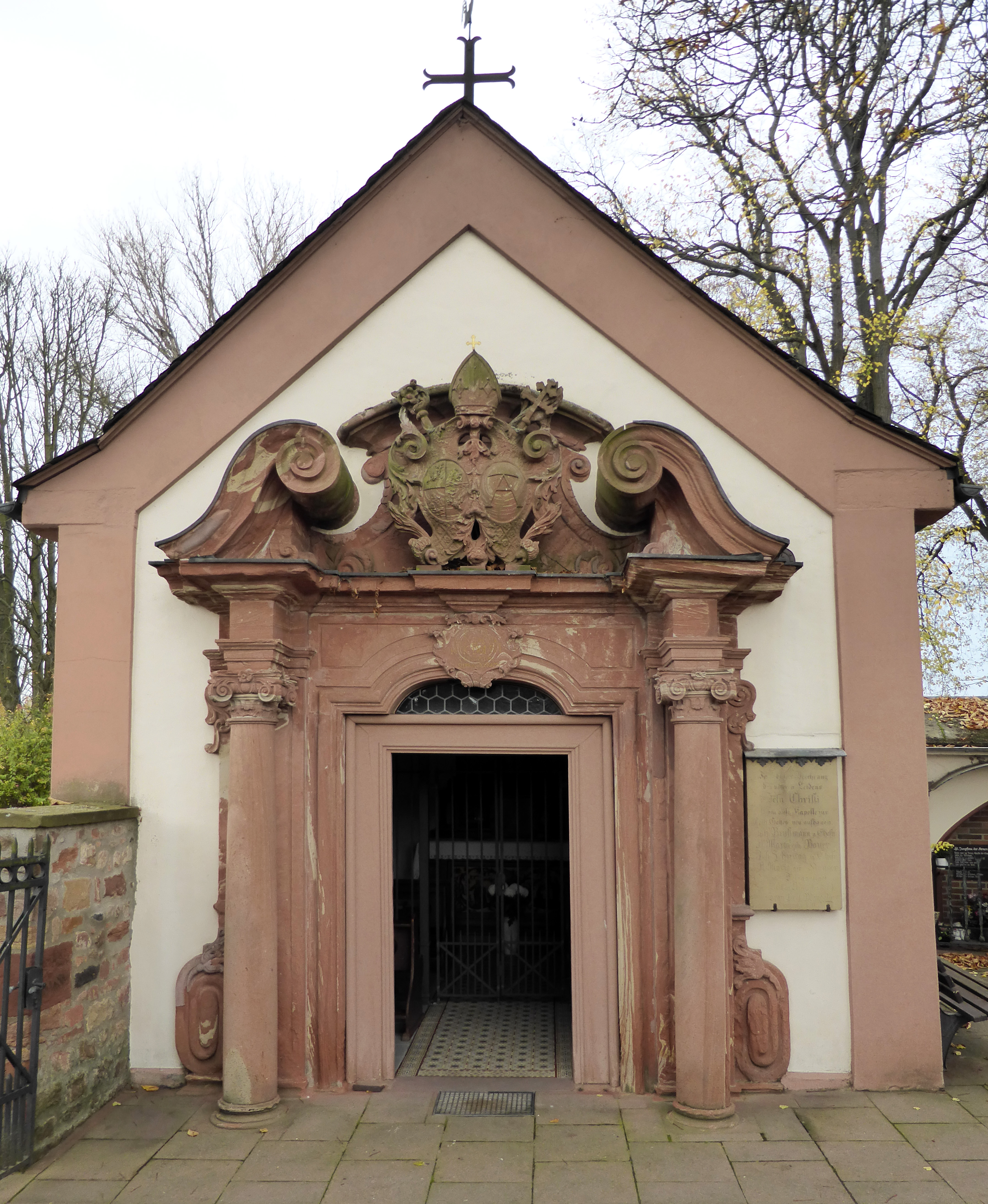
Außenansicht von Süden
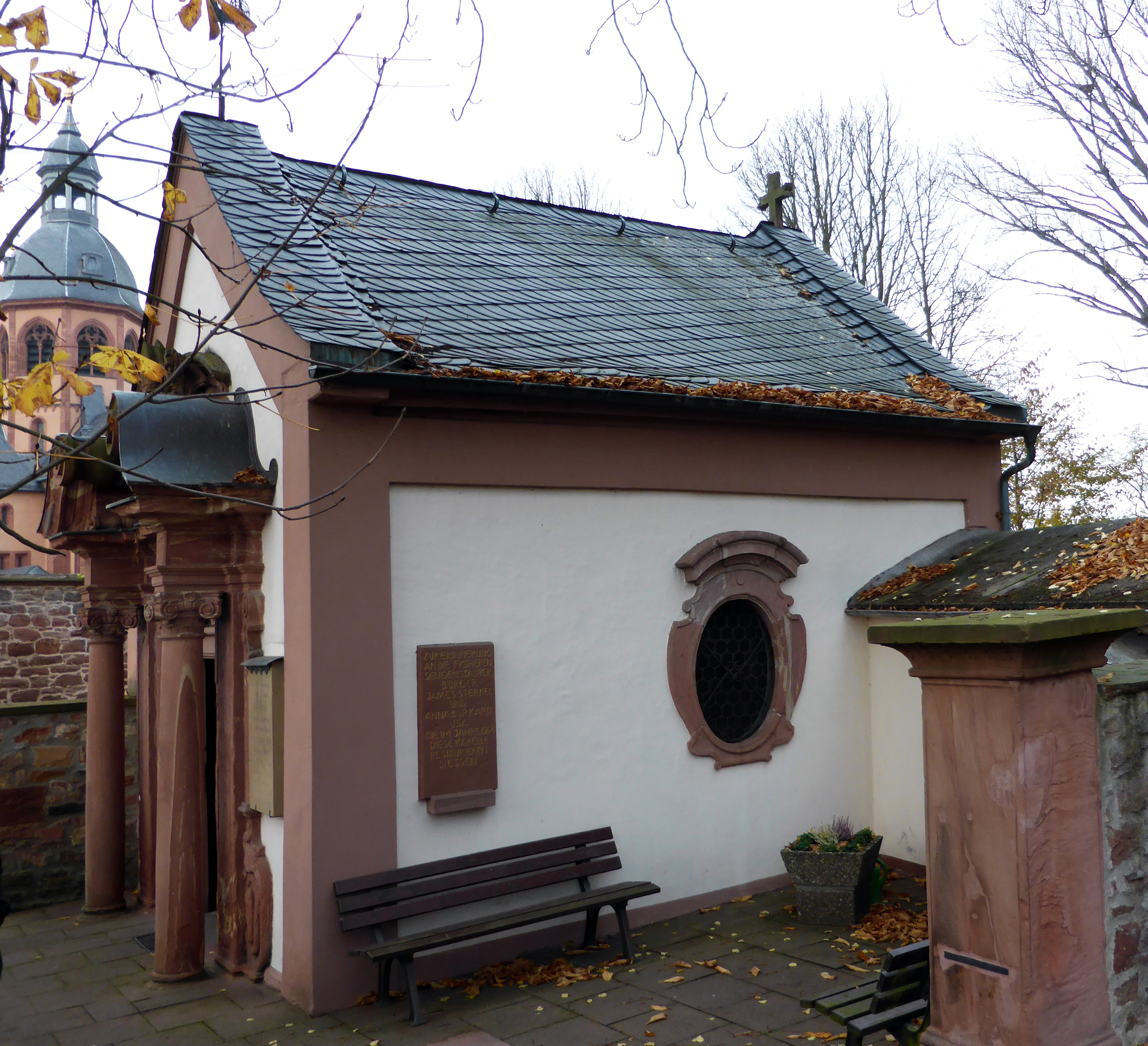
Außenansicht von Südosten
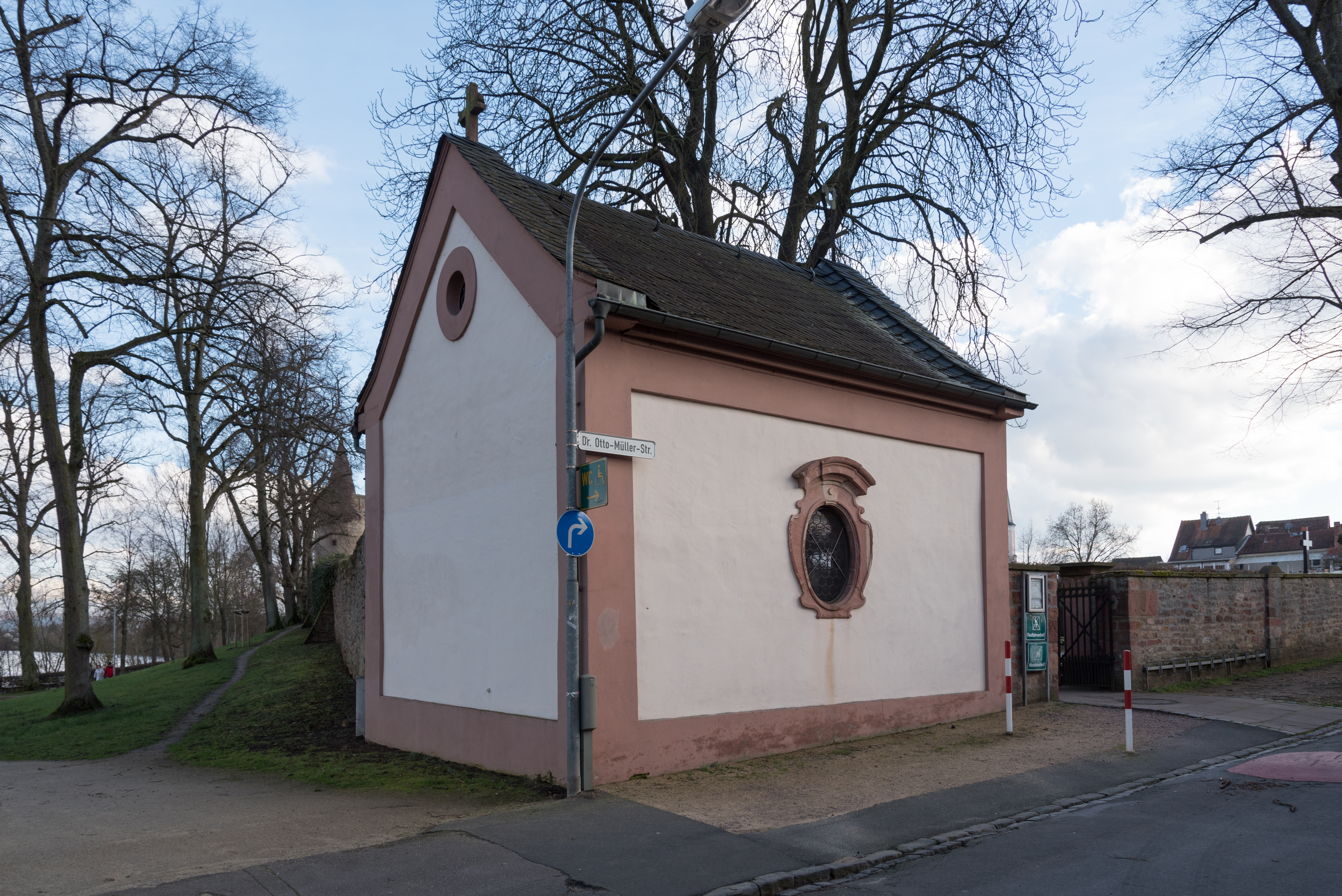
Außenansicht von Nordwesten
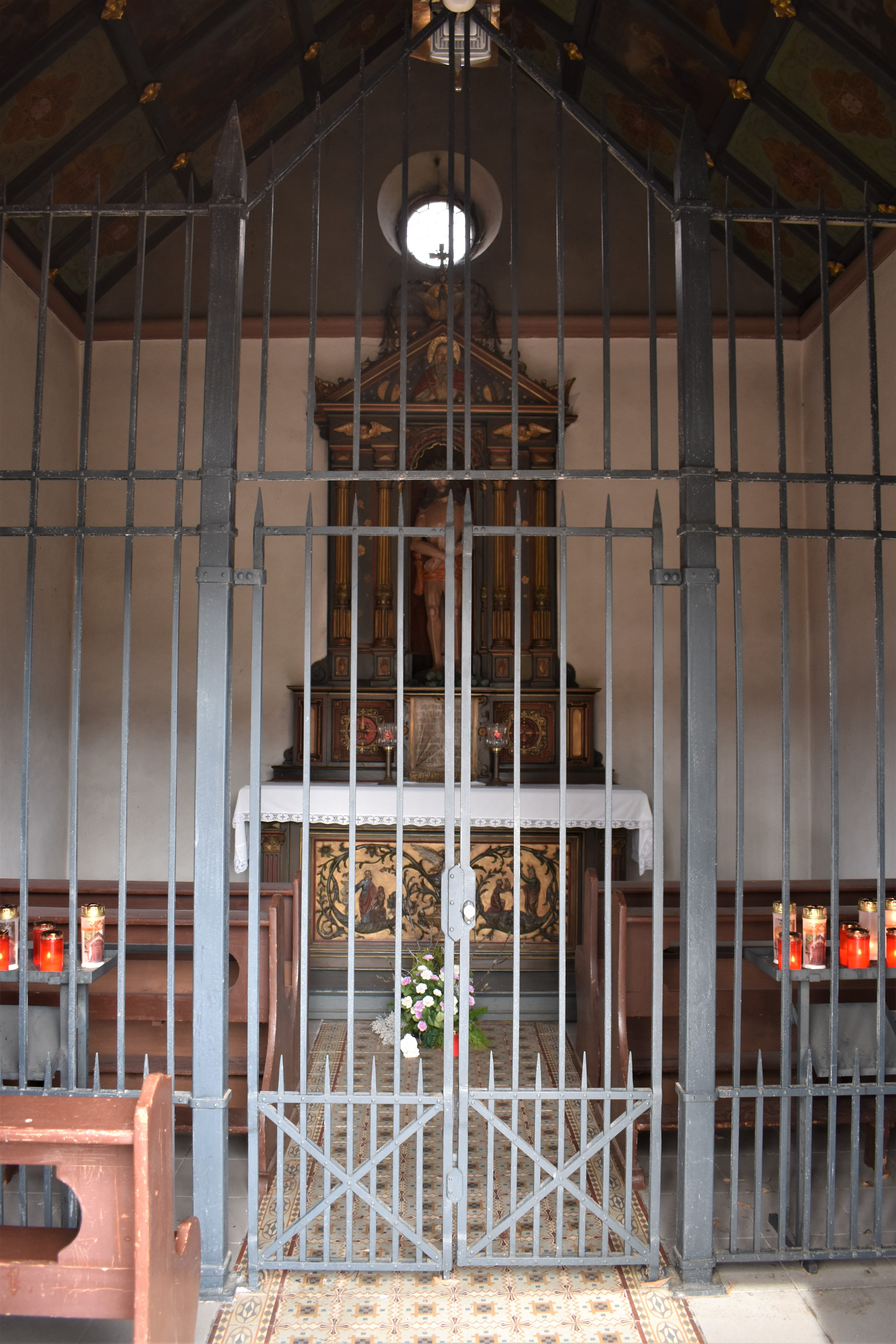
Innenraum der Kapelle
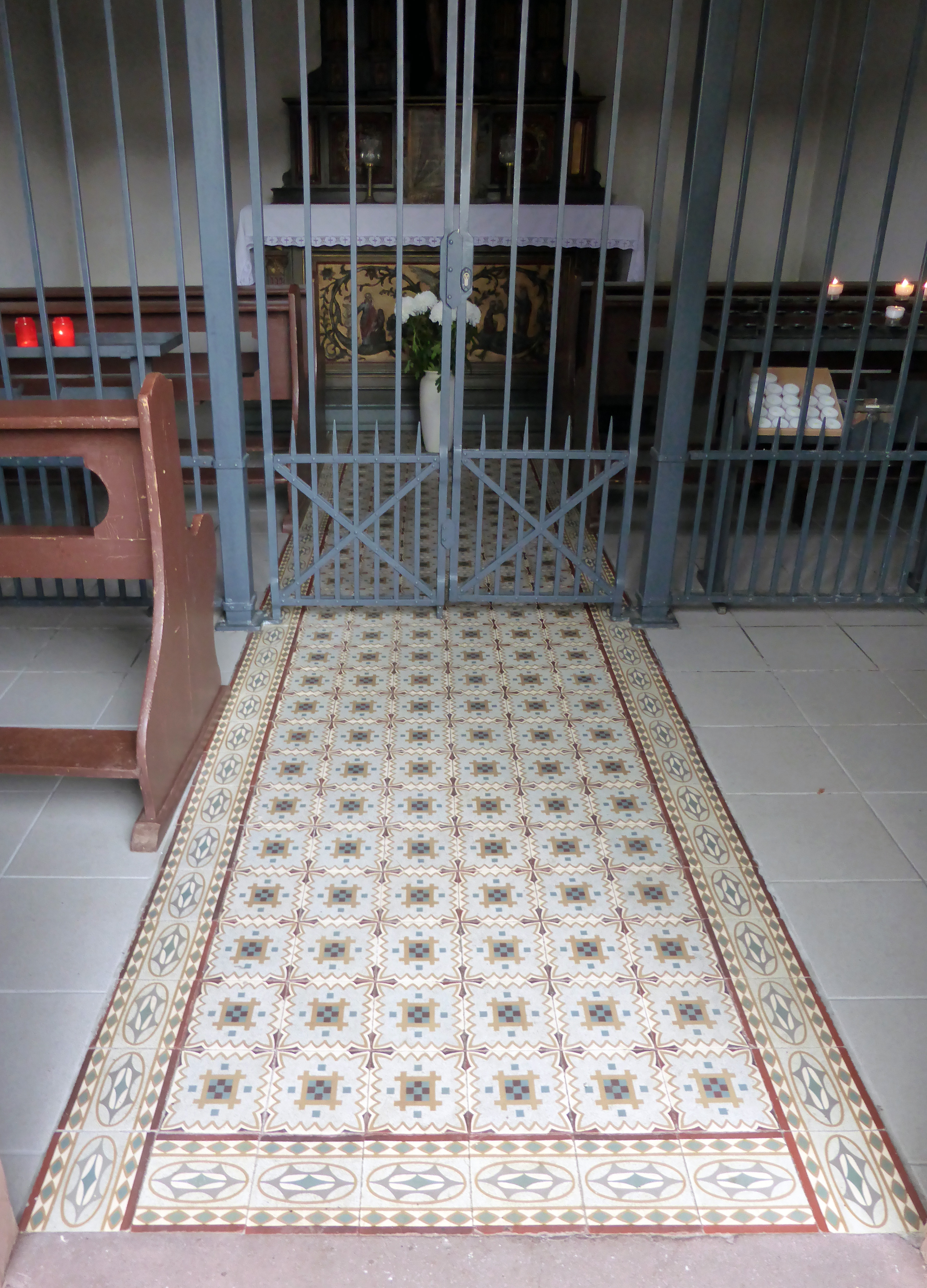
Bodenmosaik der Kapelle
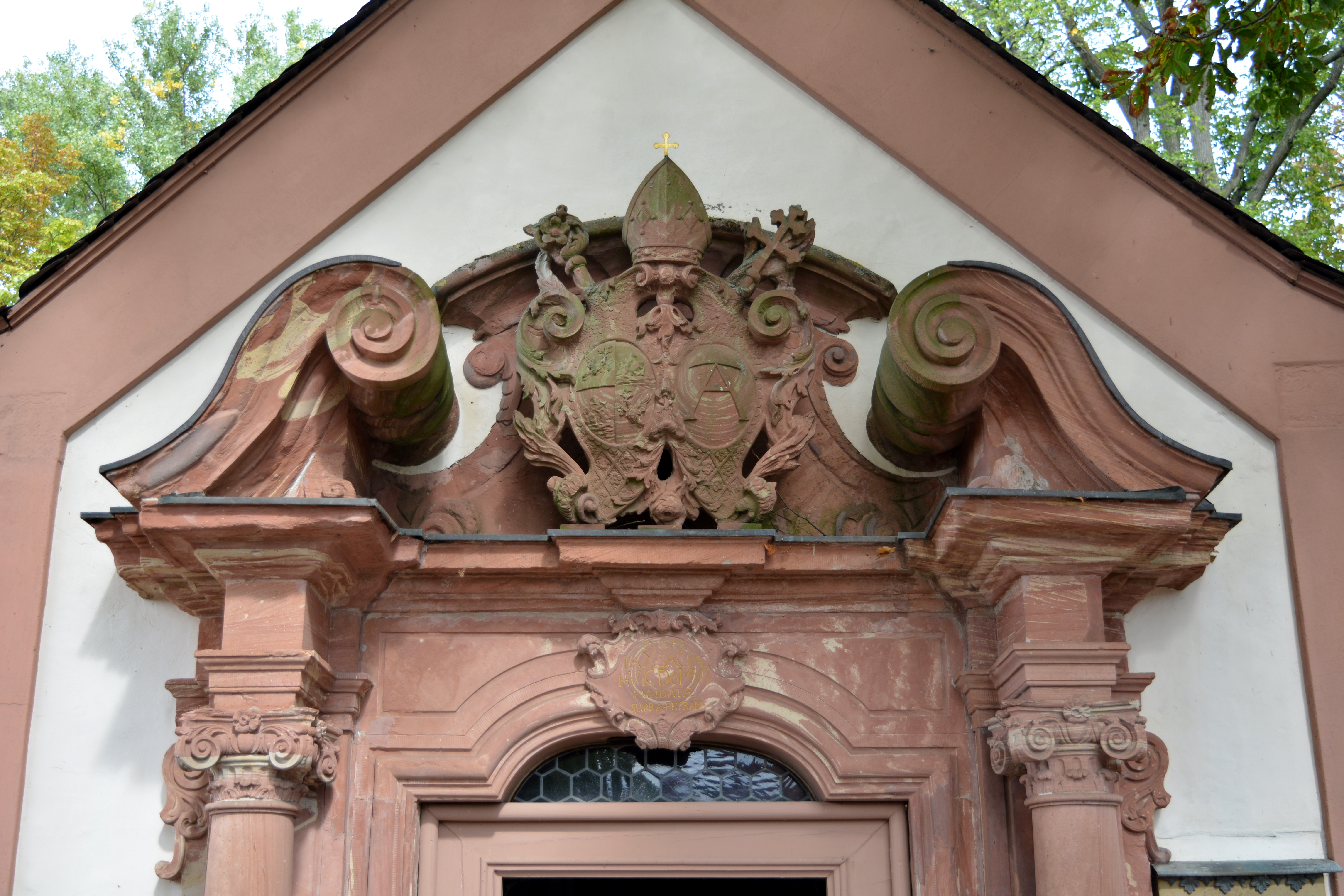
Verzierung des Barockportals
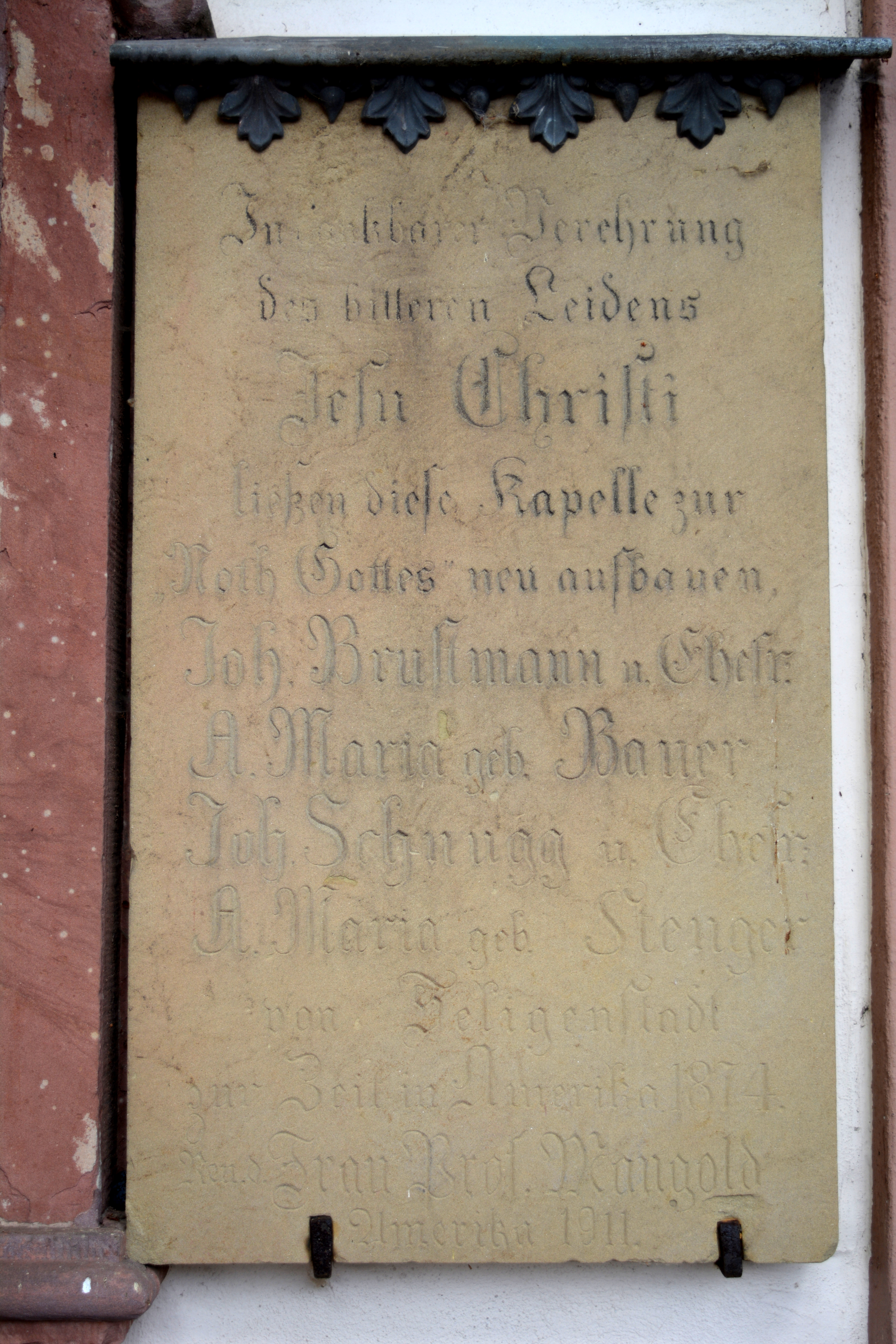
Steintafel über die Erbauung 1874
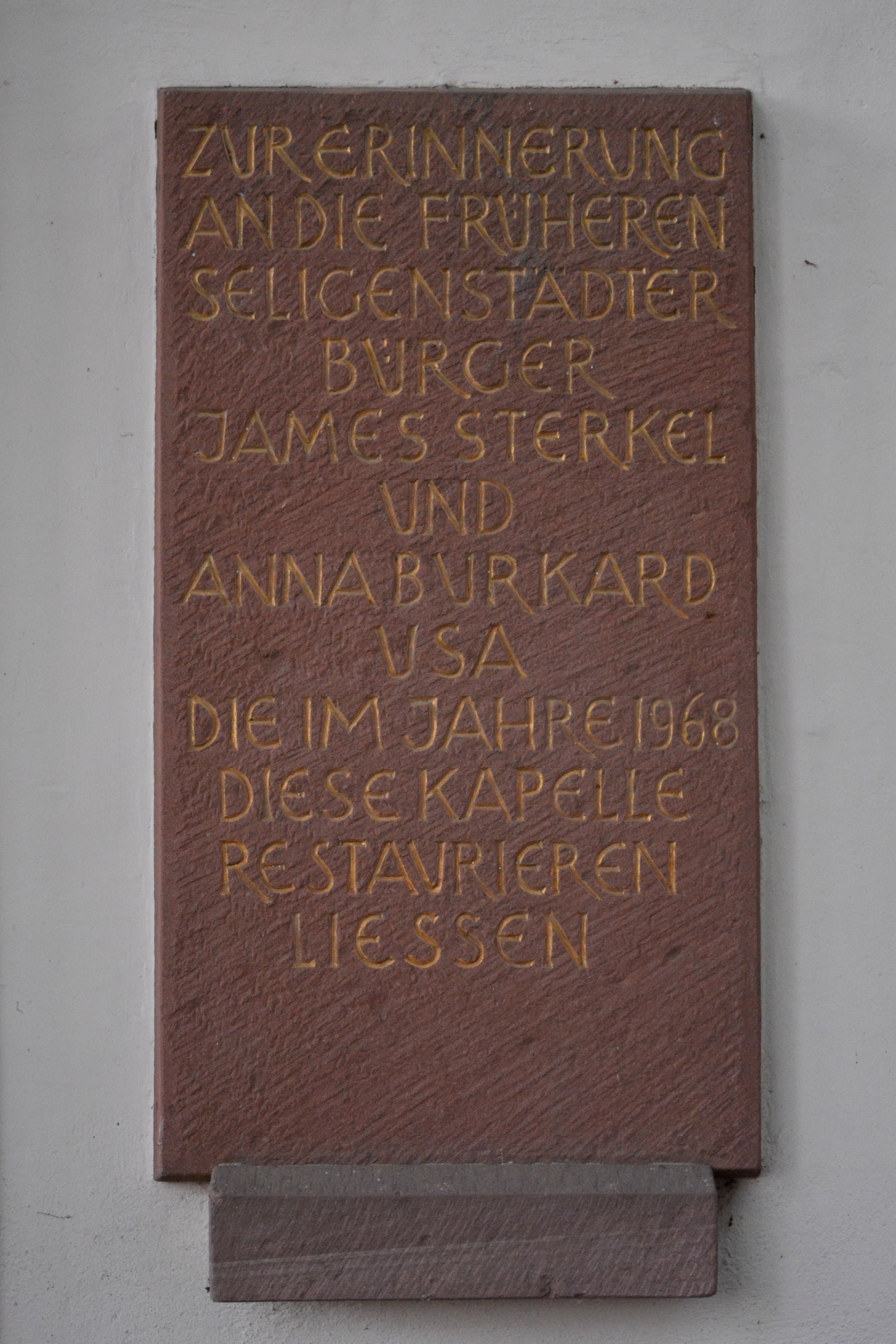
Steintafel über die Restaurierung 1968
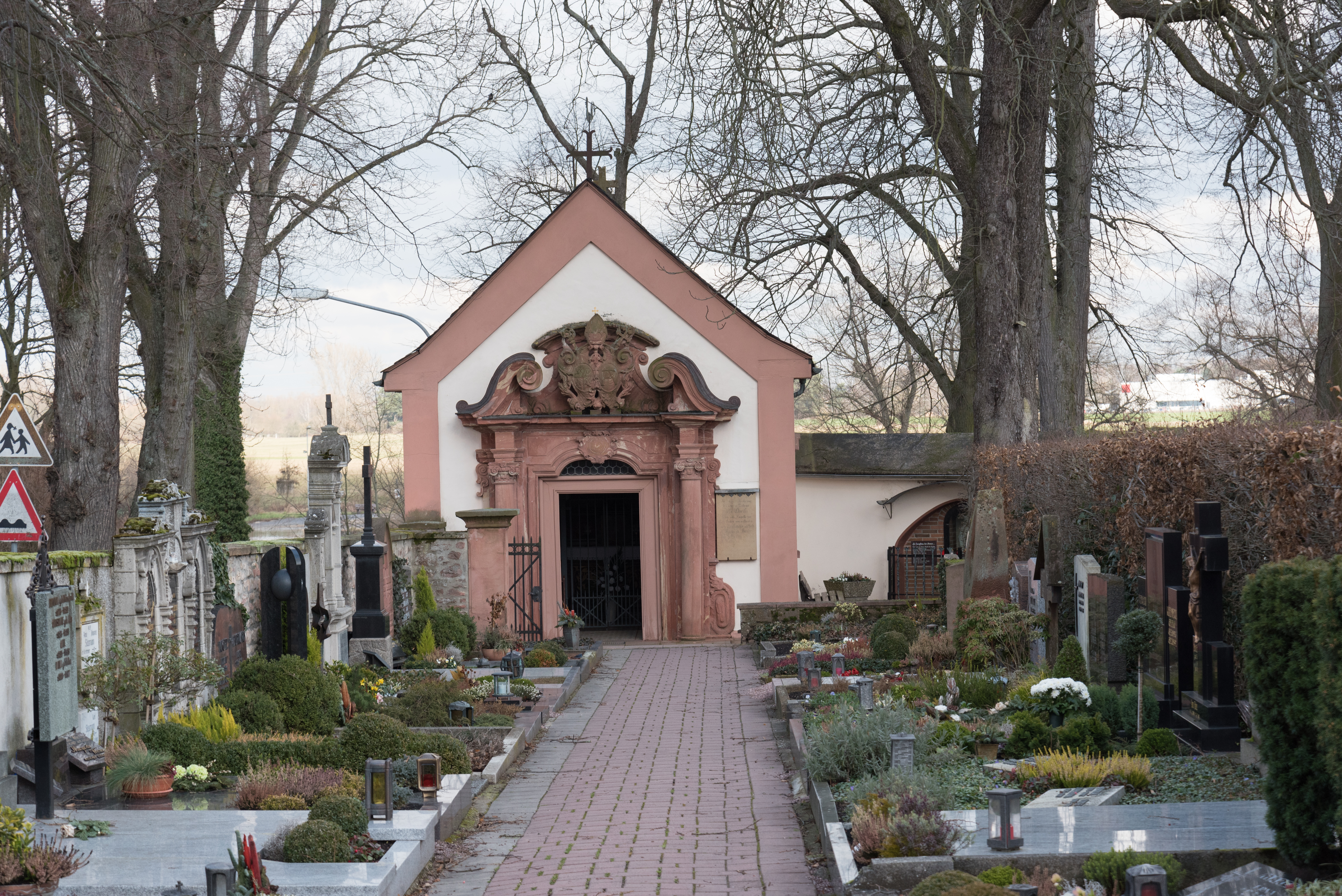
Kapelle mit Friedhofsgräbern